# Andrea Page
Andrea Page, född 4 september 1956, är en friidrottare från Kanada. Hon deltog vid olympiska sommarspelen 1984.